# Psusennes II
Psusennes II – faraon, władca starożytnego Egiptu z XXI dynastii, panował prawdopodobnie w latach 960-946 p.n.e. lub w latach 967-941 p.n.e. (datowanie Aidana Dodsona z 2012 roku). 
Był synem Pinodżema II i królowej Isetemachbit IV lub, według oceny K. Kitchena, synem Siamona. W czasie jego panowania w Tanis, w Tebach władzę sprawował arcykapłan Amona imieniem Psusennes. Istnieje hipoteza identyfikująca obie te postaci jako jednego władcę, sprawującego władzę królewską w Tanis i kapłańską w Tebach. W czasie jego panowania jednym z najbardziej wpływowych dostojników w państwie był Szeszonk, nomarcha Herakleopolis i jeden z wodzów armii, pod naciskiem którego Psusennes zgodził się wydać za mąż swoją córkę - Maatkare II za syna Szeszonka, późniejszego Osorkona I. Pod jak dużym wpływem Szeszonka był Psusennes II, świadczy tekst dekretu, wyryty na steli z Abydos, w którym Psusennes zwraca się do wyroczni Amona z pytaniem o ustanowienie kultu pośmiertnego Nimlota - ojca Szeszonka. Według hieroglificznego tekstu Amon z zachwytem zezwala na kult Nimlota, wychwalając Szeszonka za ten pomysł. Koszty całego przedsięwzięcia mają pokryć po połowie Szeszonk i Psusennes. Zapewne wszystkie te działania ze strony Szeszonka zmierzały ku jednemu celowi - objęciu władzy. Tak też się stało, bowiem po śmierci Psusennesa władzę rzeczywiście objął Szeszonk, zasiadając na tronie jako Król Górnego i Dolnego Egiptu Szeszonk I, dając tym samym początek XXII dynastii libijskiej.

## Tytulatura
| M23 · X1 | L2 · X1 |

| M23 · X1 | L2 · X1 |

| N5 · D17 | L1 | Z3 | U21 · N35 | N5 |

| N5 · D17 | L1 | Z3 | U21 · N35 | N5 |

| N5 · D17 | L1 | Z3 | U21 · N35 | N5 |

| N5 · D17 | L1 | Z3 | U21 · N35 | N5 |

| M23 · X1 | L2 · X1 |

| M23 · X1 | L2 · X1 |

| N5 · D17 | L1 | Z3 | U21 · N35 | N5 |

| N5 · D17 | L1 | Z3 | U21 · N35 | N5 |

| N5 · D17 | L1 | Z3 | U21 · N35 | N5 |

| N5 · D17 | L1 | Z3 | U21 · N35 | N5 |

| G39 | N5 |

| G39 | N5 |

| M17 | Y5 · N35 | U6 | G40 | N14 · N28 · N35 | O49 |

| M17 | Y5 · N35 | U6 | G40 | N14 · N28 · N35 | O49 |

| M17 | Y5 · N35 | U6 | G40 | N14 · N28 · N35 | O49 |

| M17 | Y5 · N35 | U6 | G40 | N14 · N28 · N35 | O49 |

| G39 | N5 |

| G39 | N5 |

| M17 | Y5 · N35 | U6 | G40 | N14 · N28 · N35 | O49 |

| M17 | Y5 · N35 | U6 | G40 | N14 · N28 · N35 | O49 |

| M17 | Y5 · N35 | U6 | G40 | N14 · N28 · N35 | O49 |

| M17 | Y5 · N35 | U6 | G40 | N14 · N28 · N35 | O49 |